# Batrachoides manglae
Batrachoides manglae, conocido como guasa lagunar o pez sapo lagunero, es una especie de peces tropicales, de la familia Batrachoididae, originaria el mar Caribe de Colombia y Venezuela.

## Morfología
Alcanza una longitud máxima de 30 cm. Tiene cabeza ancha, con perfil frontal casi circular en los adultos. Presenta una gran variabilidad de colores: El dorso de la cabeza, el dorso y los lados del cuerpo son pardos, con tonos amarillentos o verdosos y unas bandas transversales más oscuras, distribuidas irregularmente a los lados del cuerpo. Aletas con bandas alternantes oscuras y claras. Vientrel blanco, a veces manchado de pardo.

## Hábitat
Vive en los fondos fangosos poco profundos cerca de la costa en la zona nerítica. Abunda en las lagunas de manglares y en aguas salobres. Frecuentemente se encuentra bajo las piedras o en cuevas y formaciones coralinas.

## Alimentación
Se alimenta principalmente de pequeños moluscos gastrópodos y crustáceos.